# Alleanza per i Diritti e le Libertà
L'Alleanza per i Diritti e le Libertà (in bulgaro: Алианс за права и свободи, abbreviato in АПС, translitterato: Alians za prava i svobodi, abbreviato in APS; in turco: Hak ve Özgürlükler İttifakı) spesso noto come DPS–Dogan, è una coalizione politica bulgara. È stata formata prima delle elezioni parlamentari bulgare dell'ottobre 2024.
La coalizione ha affermato di rappresentare il Movimento per i diritti e le libertà (DPS), in seguito a una disputa interna sulla sua leadership. Questa affermazione è stata contestata da DPS – Un Nuovo Inizio, un’altra coalizione che si è registrata lo stesso giorno di DPS–Dogan, con lo stesso scopo. L'11 settembre, i tribunali hanno stabilito che la candidatura elettronica di Peevski era valida e che poteva candidarsi con il DPS originale. Il DPS–Dogan è presieduto da Dzhevdet Chakarov, ma il nome deriva dai suoi legami con il fondatore e figura chiave del DPS originale, Ahmed Dogan.

## Composizione
Nonostante il DPS originale fosse elencato come parte di entrambe le coalizioni elettorali, la Commissione ha deciso il 4 settembre 2024 che entrambi avrebbero dovuto dimostrare che il partito originale non faceva parte di nessuno dei due gruppi, cosa che nessuna delle due ali del partito ha accettato di fare entro la scadenza del 7 settembre. L'11 settembre, poiché era stata registrata per prima, i tribunali hanno stabilito che la domanda elettronica di Peevski era valida e che egli poteva presentare domanda con il DPS originale. Pertanto, Unione Popolare Agraria registrò il nuovo nome per rappresentare l'alleanza.
| Partito | Partito                                                        | Leader            | Ideologia                                | Note |
| ------- | -------------------------------------------------------------- | ----------------- | ---------------------------------------- | --- |
|         | Movimento per i Diritti e le Libertà (DPS) (fazione pro-Dogan) | Dzhevdet Chakarov | Liberalismo Tutela della minoranza turca | |
|         | Solo i patrioti uniti della Bulgaria (SBOR)                    | Dimitar Ilev      |                                          | Ex membro della coalizione politica Insieme nel 2023                                                                                                |
|         | Unione Popolare Agraria (ZNS)                                  | Roumen Yonchev    | Ruralismo                                | In passato ha fatto parte di varie coalizioni elettorali, la più recente delle quali è stata quella di Bulgaria Blu, nelle elezioni del giugno 2024 |

## Risultati elettorali

### Assemblea nazionale
| Elezione     | Leader            | Voti    | %    | Seggi    | Posizione                    |
| ------------ | ----------------- | ------- | ---- | -------- | ---------------------------- |
| Ottobre 2024 | Dzhevdet Chakarov | 182.253 | 7,23 | 19 / 240 | Supporto esterno Opposizione |